# اونهوشس
اونهوشس (به لاتین: Unhošť) یک منطقهٔ مسکونی در جمهوری چک است که در شهرستان کلادنو واقع شده‌است.
 اونهوشس  ۳٬۹۲۲ نفر جمعیت دارد.